# Österreichischer Blasmusikverband
Der Österreichische Blasmusikverband (ÖBV) ist der Dachverband der Landesblasmusikverbände der neun österreichischen Bundesländer und der Partnerverbände Südtirol und Liechtenstein.

## Aufbau
Über die einzelnen Landesverbände gehören indirekt 2.163 Blasmusikkapellen mit mehr als 143.000 Musikern an (Stand Jahresende 2019).
Seinen Sitz hatte der Bundesverband bis August 2014 in Schloss Zeillern in Niederösterreich, welches ab 1984 auf Betreiben des Präsidenten des Österreichischen Blasmusikverbandes Josef Leeb mit Unterstützung des Landes Niederösterreich und des Bundes von Grund auf renoviert wurde und seit 1988 als Schulungszentrum für Musikseminare genutzt wird. Seit September 2014 befindet sich die Bundesgeschäftsstelle in Spittal an der Drau in Kärnten.
Der ÖBV besteht seit 1951 als Arbeitsgemeinschaft. Die Gründung als Verband auf Vereinsbasis erfolgte 1959. Musiker bis 30 Jahre sind seit 2004 in der Österreichischen Blasmusikjugend (ÖBJ) erfasst, die ihren Sitz ebenfalls in Spittal an der Drau hat. Seit 2008 gibt es ein Dokumentationszentrum des Österreichischen Blasmusikverbandes im Österreichischen Blasmusikmuseum in Oberwölz Stadt in der Steiermark.
Im Präsidium des ÖBV sowie im Bundesjugendvorstand und in der Bundesjugendleitung der ÖBJ sind ehrenamtliche Funktionäre tätig, die von den Landes- und Partnerverbänden alle drei Jahre gewählt werden. Für die Funktion des ÖBV-Präsidenten gab es bis 2004 ein Rotationssystem; er wurde jedes Jahr von einem anderen Landesverband zur Wahl vorgeschlagen und war gleichzeitig im Vor- und Folgejahr seiner Präsidentschaft als Vizepräsident tätig. Seit Juni 2018 gibt es ein geändertes Rotationsprinzip: die Funktion des ÖBV-Präsidenten wird für eine Periodendauer von drei Jahren gewählt.

## Aufgaben
Seine Aufgaben sieht der Verband in der Vertretung und Repräsentation des österreichischen Blasmusikwesens auf Bundesebene, als Service- und Informationszentrum, und „Bindeglied“ zwischen den Landes- und Partnerverbänden, in Bundeswettbewerben für Kammermusik, für (Jugend-)Blasorchester und für „Musik der Bewegung“, Bildungsveranstaltungen für Musikern / Funktionären sowie in bundesweit einheitliche Regelungen, z. B. für Leistungsabzeichen, Konzert- und Marschmusikbewertungen. Der Verband organisiert zusammen mit der Stadt Wien das jährlich stattfindende Österreichische Blasmusikfest.
In Oberwölz wird seit 1995 gemeinsam mit der Stadt Oberwölz das Österreichische Blasmusikmuseum betrieben. Auch das vom Verband betriebene Dokumentationsarchiv hat Archivräume in dem Museum.
Im Jahr 1951 hat der Vorarlberger Harmoniebund den ersten Sonntag im Mai als Tag der Blasmusik ausgerufen. Dieser wurde später vom ÖBV übernommen und wird seither in ganz Österreich begangen.

## Gliederung
- Burgenländischer Blasmusikverband
- Kärntner Blasmusikverband
- Niederösterreichischer Blasmusikverband
- Oberösterreichischer Blasmusikverband
- Salzburger Blasmusikverband
- Steirischer Blasmusikverband
- Blasmusikverband Tirol
- Vorarlberger Blasmusikverband
- Wiener Blasmusikverband
- Verband Südtiroler Musikkapellen
- Liechtensteiner Blasmusikverband

## Medien
Als Informationsblatt wird vom ÖBV die Österreichische Blasmusikzeitung monatlich herausgegeben.